# Fehaid Al-Deehani
Fehaid Al-Deehani (în arabă فهيد الديحاني‎‎, n. 11 octombrie 1966, Kuweit, Kuweit) este un ofițer și un trăgător de tir kuweitian.
A fost laureat cu trei medalii, inclusiv una de aur, din patru participări olimpice: Sydney 2000, Atena 2004, Londra 2012 și Rio de Janeiro 2016. La această ultimă ocazie, a trebuit să participe printre Atleții Olimpici Independenți, după ce Comitetul Olimpic Kuweitian a fost suspendat de Comitetul Internațional Olimpic în octombrie 2015 pe motive de imixtiune a guvernului în mișcarea olimpică. El i-a fost propus să poarte drapelul olimpic, dar a refuzat, spunând că, fiind un soldat, nu poate să poarte un alt drapel decât acela din Kuweit. La Rio de Janeiro a câștigat proba de dublu trap masculin. Astfel, a devenit primul atlet independent care a cucerit o medalie de aur; imnul olimpic s-a audiat la ceremonia sa de premiere.